# Luvijci
Luvijci su bili indoeuropski narod srodan Hetitima. Naseljavali su dio jugoistočne Male Azije koji je bio dio hetitske države u 2. tisućljeću pr. Kr. Nakon propasti nove hetitske države koje se dogodilo oko 1200. pr. Kr., ušli su u sastav sirijskih država nasljednica. Upotrebljavali su luvijski jezik te su se koristili klinastim pismom importiranim iz Mezopotamije kao i jedinstvenim hijeroglifskim pismom koje su ponekad koristili i Hetiti.

## Vanjske poveznice
- Luvijci, Proleksis enciklopedija
- Luwian, Encyclopædia Britannica